# Pulau Ujong
Pulau Ujong, toponyme malais signifiant en français « île à l'extrémité (de la péninsule) », en mandarin 新加坡岛, est la principale île de Singapour qui, avec ses 584,8 km2 de superficie, constitue la majorité du territoire de ce pays. La quasi-totalité de la population singapourienne y habite. 

## Géographie

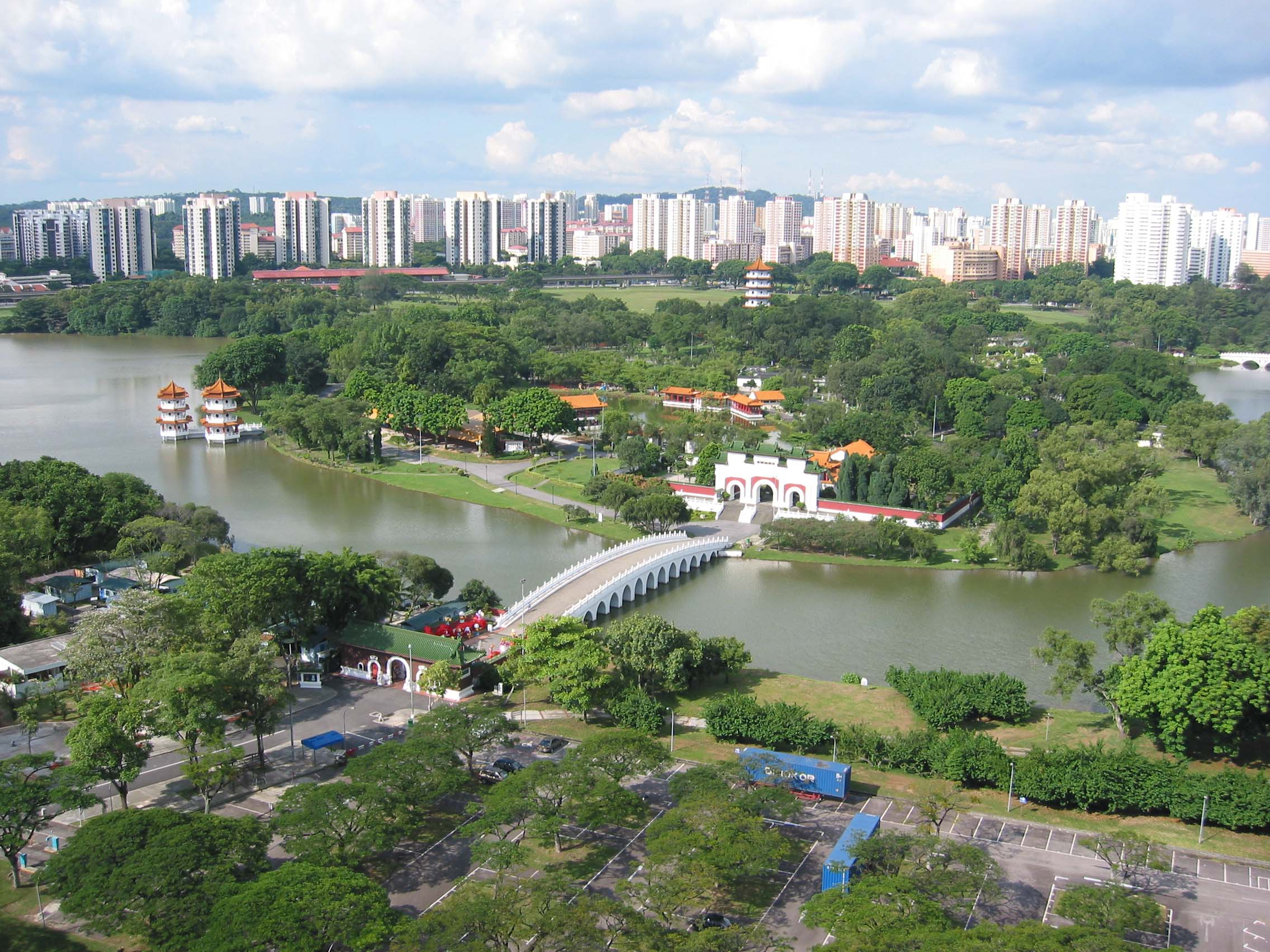
Vue du lac Jurong avec des HBD en arrière-plan.

Pulau Ujong est située en Asie du Sud-Est, à l'extrémité de la péninsule Malaise dont elle est séparée par le détroit de Johor au nord. Au sud, elle est séparée de l'Indonésie, plus précisément des îles Riau, par le détroit de Singapour. Au sud-ouest, elle est séparée d'autres îles singapourienne par les détroits de Pandan et de Jurong.
L'île, allongée dans le sens est-ouest sur 50 km contre 26 km du nord au sud, est constituée de quelques collines granitiques et magmatiques, dont la Bukit Timah, le point culminant du pays avec 164 mètres d'altitude, entourées de vastes étendues sablonneuses ne dépassant pas quinze mètres d'altitude. Son littoral est échancré par de nombreux bras de mer où pousse de la mangrove. La végétation équatoriale a régressé face à l'urbanisation provenant du centre-ville situé sur la côte méridionale ; quelques aires protégées conservent cette forêt tropicale. Le réseau hydrographique se limite à quelques petits lacs et cours d'eau naturels qui ont été totalement artificialisé afin d'être transformés en réservoirs d'eau douce.
Pulau Ujong a été agrandie à plusieurs reprises par la création de polders, notamment pour l'aéroport de Singapour Changi situé à l'extrémité orientale de l'île ou encore pour le port à conteneurs sur la côte sud-ouest. Les autres infrastructures notables de l'île sont représentées par un dense réseau de transport, notamment plusieurs autoroutes dont deux sont reliées à la Malaisie via la chaussée Johor-Singapour et le Malaysia-Singapore Second Link.

## Histoire

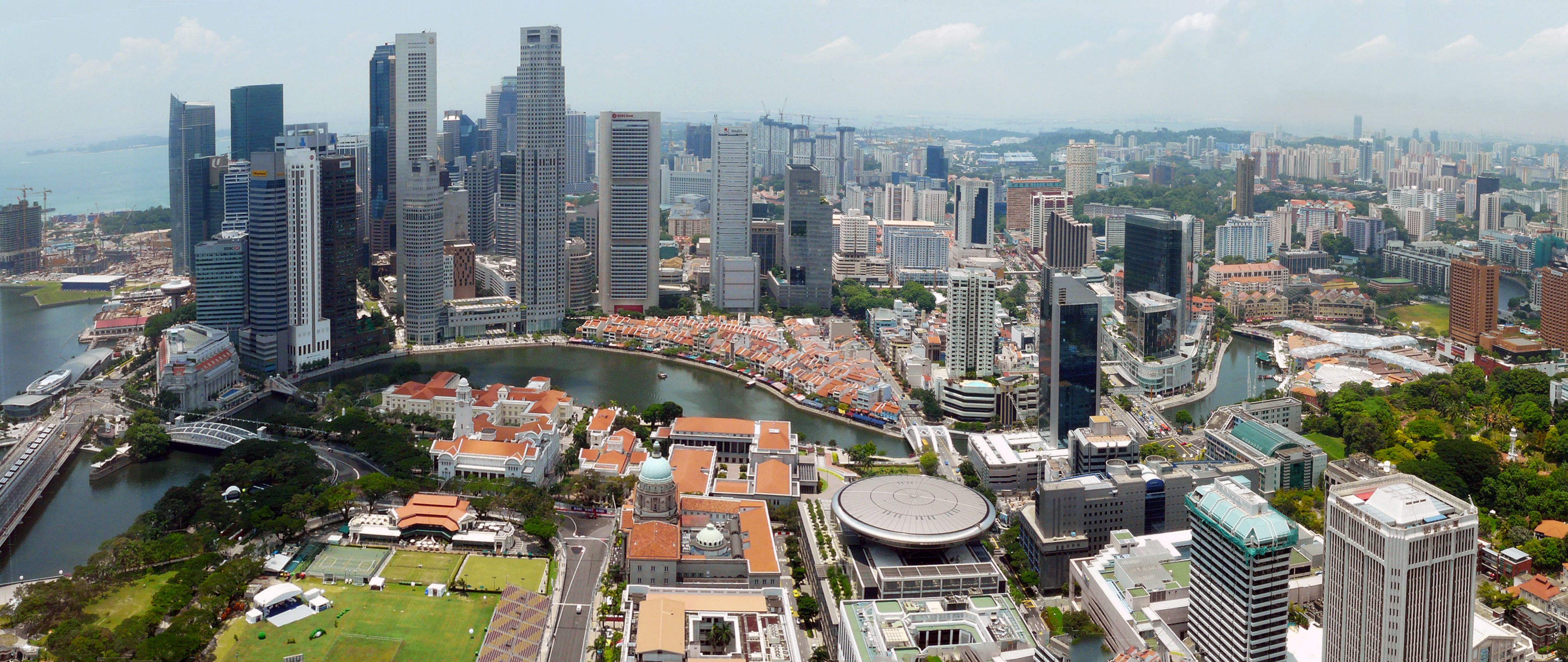
Vue du centre-ville de Singapour avec le quartier colonial et les gratte-ciel le long de la rivière Singapour.

Le premier évènement notable de l'île est l'arrivée en 1377 de Parameswara, un prince de Sumatra parti en exil après une défaite face à son suzerain.
Vers 1650, l'île passe sous la domination de la Compagnie néerlandaise des Indes orientales (VOC) avec ses environs immédiats, dont le sud de l'actuelle Malaisie, avec Malacca. Pulau Ujong est alors presque vide d'habitants, comptant seulement quelques villages malais sur la côte, ainsi qu'une quarantaine de tigres qui vivent dans l'intérieur de cette grande île. À la suite de la faillite de la VOC en 1798-1799, l'île et sa région intègrent ce qui constitue alors les Indes orientales néerlandaises.   
En 1811-1812, la région est occupée par le Royaume-Uni. En 1819, l'île passe sous souveraineté britannique et la colonie de Singapour est érigée avec quelques autres îles voisines selon les contours du pays actuel. La ville de Singapour se développe alors, notamment avec l'arrivée de migrants chinois et indiens travaillant dans les plantations d'hévéa qui s'étendent sur l'île.
Après la Seconde Guerre mondiale, l'urbanisation progresse à grande vitesse avec la construction de vastes cités-dortoirs, d'autoroutes, l'extension et la modernisation de l'aéroport et la transformation du port marchand en vaste terminal à conteneurs agrandi par des polders. Le centre-ville se couvre de gratte-ciel dont le Marina Bay Sands, un complexe touristique et de loisir de luxe.